# Prismă (geometrie)
În geometrie, o prismă cu n laturi este un poliedru format prin extrudare de la un poligon cu n laturi (baza prismei). Cu alte cuvinte, o prismă este alcătuită dintr-un poligon n-gonal, o copie a acestuia, deplasată cu un vector {\displaystyle {\overrightarrow {a}}}, precum și n fețe conectând laturile celor 2 poligoane în mod corespunzător. Aceste fețe sunt întotdeauna paralelograme. Toate secțiunile paralele cu baza sunt egale. De asemenea, dacă vectorul {\displaystyle {\overrightarrow {a}}} este perpendicular pe bază, înâlțimea prismei este egală cu lungimea acestuia ({\displaystyle |{\overrightarrow {a}}|}).
O dreaptă care alunecă pe un poligon oarecare și rămâne paralelă cu o dreaptă fixă (ce nu este paralelă cu planul poligonului director) descrie o „suprafață prismatică”. Dreapta mobilă se numește „generatoarea suprafeței”, iar poligonul se numește „director”. 
Când o suprafață prismatică se taie cu două plane paralele α și β care să nu fie paralele cu generatoarea, se delimitează un corp numit „prismă”.
O prismă este un corp limitat de o suprafață prismatică și două plane paralele, care taie generatoarele ei. Suprafața prismatică determină pe cele două plane paralele, două poligoane numite „bazele” prismei. Fețele prismei deosebite (diferite) de baze se numesc „fețe laterale” ale prismei. 
Segmentele după care se taie câte două fețe laterale ale prismei se numesc „muchiile laterale” ale prismei. Când muchiile laterale ale prismei sunt perpendiculare pe planul bazei, prisma se numește „dreaptă”. Distanța între bazele prismei este „înălțimea” prismei. La prisma dreaptă muchia laterală este egală cu înălțimea.
O prismă dreaptă care are baza un poligon regulat se numește „prismă regulată”.

## Prisma triunghiulară regulată (dreaptă)
Elementele prismei:
- bazele prismei: {\displaystyle \triangle }ABC și {\displaystyle \triangle }A'B'C' sunt triunghiuri echilaterale.
- muchiile laterale: AA' = BB' = CC'
- fețele laterale: dreptunghiurile ABB'A', BCC'B', CAA'C' .

## Prisma patrulateră regulată (dreaptă)
Elementele prismei:
- pătratele ABCD, A'B'C'D' sunt bazele prismei;
- Dreptunghiurile ABB'A', BCC'B', CDD'C', DAA'D' sunt fețele laterale;
- D'B = A'C sunt diagonalele prismei.
- Dreptunghiul ACC'A' (sau DBB'D' ) este secțiune diagonală a prismei patrulatere.

Dacă ABCD este dreptunghi (și prisma este dreaptă), prisma se numește paralelipiped dreptunghic.
Paralelipipedul dreptunghic are trei dimensiuni:
- lungime (AB = L);
- lățime (BC = l);
- înălțime (AA' = h).

Diagonalele unui paralelipiped dreptunghic sunt egale, iar lungimea fiecăreia se calculează folosind formula:
{\displaystyle d={\sqrt {L^{2}+l^{2}+h^{2}}}}.
Cubul este paralelipipedul dreptunghic cu toate muchiile egale. Bazele și fețele laterale ale cubului sunt pătrate egale. Diagonala cubului este dată de formula:
{\displaystyle d_{cub}=l{\sqrt {3}}}, unde l este latura cubului.

## Aria laterală. Aria totală. Volumul prismei
Prin aria laterală a unei prisme se înțelege suma ariilor fețelor laterale. Dacă prisma este dreaptă, aria laterală este dată de formula:
{\displaystyle A_{l}=P_{b}\cdot h}, unde
{\displaystyle A_{l}} este aria laterală a prismei,
{\displaystyle P_{b}} este perimetrul bazei,
{\displaystyle h} este înălțimea prismei.
Aria totală a prismei este suma dintre aria laterală și ariile celor două baze:
{\displaystyle A_{t}=A_{l}+2\cdot A_{b}}, unde
unde
{\displaystyle A_{t}} este aria totală a prismei,
{\displaystyle A_{l}} este aria laterală a prismei,
{\displaystyle A_{b}} este aria bazei prismei.
Pentru paralelipipedul dreptunghic, aria totală este dată de următoarea formulă:
{\displaystyle A_{t}=2\cdot L\cdot l+2\cdot h\cdot l+2\cdot L\cdot h},
unde
{\displaystyle A_{t}} este aria totală a paralelipipedului dreptunghic,
{\displaystyle L} este lungimea paralelipipedului dreptunghic,
{\displaystyle l} este lățimea paralelipipedului dreptunghic,
{\displaystyle h} este înălțimea paralelipipedului dreptunghic.
Pentru cub, avem următoarele formule:
{\displaystyle A_{t}=6\cdot l^{2}} ;
{\displaystyle A_{l}=4\cdot l^{2}}
unde
{\displaystyle A_{t}} este aria totală a cubului,
{\displaystyle A_{l}} este aria laterală a cubului,
{\displaystyle l} este muchia cubului.
Volumul prismei se calculează după formula:
{\displaystyle V=A_{b}\cdot h},
unde
{\displaystyle V} este volumul prismei,
{\displaystyle A_{b}} este aria bazei prismei,
{\displaystyle h} este înălțimea prismei.
În cazul paralelipipedului dreptunghic, pentru calculul volumului se folosește formula:
{\displaystyle V=L\cdot l\cdot h},
unde 
{\displaystyle L} este lungimea paralelipipedului dreptunghic,
{\displaystyle l} este lățimea paralelipipedului dreptunghic,
{\displaystyle h} este înălțimea paralelipipedului dreptunghic.
Pentru cub, volumul se exprimă cu formula:
{\displaystyle V=l\cdot l\cdot l=l^{3}},
unde
{\displaystyle l} este muchia cubului.

## Prismă uniformă
O prismă uniformă sau prismă semiregulată este o prismă dreaptă cu bazele poligoane regulate și fețe laterale pătrate, deoarece sunt poliedre uniforme.
O prismă uniformă n-gonală are simbolul Schläfli t{2,n}.
Prismele drepte cu bazele regulate și cu laturile congruente formează una dintre cele două mulțimi infinite de poliedre semiregulate, cealaltă fiind mulțimea antiprismelor.
| Familia prismelor n-gonale uniforme | Familia prismelor n-gonale uniforme | Familia prismelor n-gonale uniforme | Familia prismelor n-gonale uniforme | Familia prismelor n-gonale uniforme | Familia prismelor n-gonale uniforme | Familia prismelor n-gonale uniforme | Familia prismelor n-gonale uniforme | Familia prismelor n-gonale uniforme | Familia prismelor n-gonale uniforme | Familia prismelor n-gonale uniforme | Familia prismelor n-gonale uniforme | Familia prismelor n-gonale uniforme | Familia prismelor n-gonale uniforme |
| Denumirea prismei                   | Prismă digonală                     | Prismă triunghiulară                | Prismă tetragonală                  | Prismă pentagonală                  | Prismă hexagonală                   | Prismă heptagonală                  | Prismă octogonală                   | Prismă eneagonală                   | Prismă decagonală                   | Prismă endecagonală                 | Prismă dodecagonală                 | ...                                 | Prismă apeirogonală                 |
| ----------------------------------- | ----------------------------------- | ----------------------------------- | ----------------------------------- | ----------------------------------- | ----------------------------------- | ----------------------------------- | ----------------------------------- | ----------------------------------- | ----------------------------------- | ----------------------------------- | ----------------------------------- | ----------------------------------- | ----------------------------------- |
| Imagine                             |                                     |                                     |                                     |                                     |                                     |                                     |                                     |                                     |                                     |                                     |                                     | ...                                 |                                     |
| Pavare sferică                      |                                     |                                     |                                     |                                     |                                     |                                     |                                     |                                     |                                     |                                     |                                     | Pavare plană                        |                                     |
| Config. vârfului                    | 2.4.4                               | 3.4.4                               | 4.4.4                               | 5.4.4                               | 6.4.4                               | 7.4.4                               | 8.4.4                               | 9.4.4                               | 10.4.4                              | 11.4.4                              | 12.4.4                              | ...                                 | ∞.4.4                               |
| Diagramă Coxeter                    |                                     |                                     |                                     |                                     |                                     |                                     |                                     |                                     |                                     |                                     |                                     | ...                                 |                                     |